# 山口智子
山口智子（日语：／ Yamaguchi Tomoko，1964年10月20日—），日本女演員，栃木縣栃木市出身，身高170公分，隸屬於研音事務所。丈夫為演員唐澤壽明。

## 概要
父母在她小學時離婚，她跟著母親搬到長野去，後因想念祖母，她回到栃木縣跟祖母禮子、父親雅平同住。山口於栃木市立栃木西中學就讀時曾擔任學生會會長，之後就讀栃木縣立栃木女子高級中學，青山学院女子短期大学家政專業畢業。父母家在栃木市經營老旅館「鯉保」（2005年8月31日休業）。是當年經濟支援松尾芭蕉的實業家杉山杉風的子孫。祖母身為女將（女主人），很早就把山口智子當老旅館的接班人，但從小看大人如此辛苦經營旅館，因此不想接班並想辦法離開家鄉而前往東京念書。身高170公分的她在念短期大學時開始當模特兒，並到處試鏡。
1986年，山口以東麗泳裝模特兒的身分出道。1987年，開始擔任朝日啤酒的形象女郎。1988年下半年NHK連續電視劇《小純的應援歌》擔任女主角，知名度大開。在《已經誰也不愛》中飾演「田代美幸」一角，演技備受肯定。此後，連續擔任TBS電視台和富士電視台等的都市題材電視劇的女主角，成為一線明星。
1990年代前半的全盛期，主演的戲劇收視率極高，常被譽為收視率女王，電視劇代表作有《婆媳之間》、《甜蜜的家庭》、《29歲的聖誕節》、《奇蹟餐廳》與《長假》。
1996年4月，與木村拓哉主演最後連續劇作品《長假》之後，几乎没有接受电视剧出演的工作。
2012年10月，與阿部寬共演《Going My Home》，這也是她睽違16年半，再次演出黃金時段連續劇。

## 個人生活
1995年，與男演員唐澤壽明結婚。其後，工作重心轉往廣告拍攝，夫妻兩人成為日本知名銀色夫妻檔。2016年接受女性雜誌《FRaU》專訪時坦言：「我不是那種生兒育女的人，我希望有不一樣的人生。」

## 演出作品

### 電視
註：NHK（日本放送協會）、CX（富士電視台）、NTV（日本電視台）、TBS（TBS電視台）、KTV（關西電視台）、YTV（讀賣電視台）、EX（朝日電視台）
- 1988年
  - 小純的應援歌（NHK）／飾：小野純子
- 1989年
  - 同·級·生（CX）／飾：澤口優子
  - 過ぎし日のセレナーデ（富士電視台週四連續劇）／飾：海棠千晶
- 1990年
  - 親吻的溫度（NTV）
  - 魔術はささやく（NTV．週二晚21時懸疑劇場、NTV映像）
  - 普通結婚典禮（TBS）
  - 殺しのインターチェンジ（KTV）
  - 六月新娘系列．新婚（NTV．週二晚21時懸疑劇場、KANOX）／飾：橋本安子
  - 女獸醫事件簿1（NTV．週二晚21時懸疑劇場、東映）／飾：栃尾彩子
  - 危險！（YTV）
  - 車椅子ごと抱きしめたい（NTV、24小時電視）
  - 犬笛（EX．週二晚20時ミステリー劇場）／飾：篠原祥子　
  - 隠し絵の女（NTV．週二晚21時懸疑劇場）
- 1991年
  - 危險2
  - 妹妹的旅行（TBS東芝週日劇場）
  - プサマカシ　若き助産婦のアフリカ熱中記（NTV、カネボウ・ヒューマンスペシャル）
  - 女獸醫事件簿2
  - どんでん夫婦（YTV．週四晚21時ゴールデンドラマ）
  - 已經誰也不愛（CX）飾：田代美幸
  - 五月的風（NTV）
  - 想要結婚的男人們（TBS週五連續劇）／飾：鳥居忍
  - 女獸醫事件簿3
- 1992年
  - 愛是仁義（YTV）
  - 六疊一間一家六人（NHK）
  - 孩子入睡後（日本電視台週六連續劇）／飾：伊藤すみれ
  - ジャック・アンド・ベティ物語（TBS．週一ドラマスペシャル）
  - いとこ同志（NTV）／飾：川島笑子
- 1993年
  - 危險！外傳
  - 最靠近天國的媽媽（NTV）
  - 婆媳之間（TBS）／飾：花岡都
- 1994年
  - 婆媳之間お正月スペシャル 花岡家ハワイに行く 壮絶バトル!ハワイ産玉のれんと鼓初登場
  - 甜蜜的家庭（TBS．周日劇場）／飾：井上若葉
  - 29歲的聖誕節（CX．週四晚22時連續劇）／飾：矢吹典子
- 1995年
  - 奇蹟餐廳（CX）／飾：磯野靜
- 1996年
  - 紳士刑警古畑任三郎2「第24話　しばしのお別れ」（CX）／飾：二葉鳳翠（犯人）
  - 長假（CX）／飾：葉山南
- 2004年1月
  - 向田邦子的戀文（TBS新年電視劇）／飾：向田邦子
- 2012年10月
  - Going My Home ／飾：坪井沙江
- 2015年4月
  - 心碎四角關係 ／飾：鴨田靜
- 2017年
  - 偵探物語 / 飾：風かほる
- 2018年
  - BG～身邊警護人～ ／飾：小田切仁美
- 2019年
  - 夏空 / 飾：岸川亞矢美
  - 監察醫 朝顏 / 飾：夏目茶子
- 2020年
  - 監察醫 朝顏 第2季 / 飾：夏目茶子
- 2021年
  - 正義的天秤 / 飾：富野靜子
- 2023年
  - 正義的天秤Season2 / 飾：富野靜子

### 電影
- 1992年
  - 《七人的住宅 cult seven（日语：七人のおたく）》（東映發行）／飾：湯川麗莎
- 1994年
  - 《居酒屋的幽靈（日语：居酒屋ゆうれい）》飾演 里子
  - 《愛的捆綁》（Herald Ace（日语：アスミック・エース）發行）飾演 妻子（萌實）
- 1995年
  - 大失戀。（日语：大失恋。）（東映發行）
- 1996年
  - 《罠 THE TRAP》
  - 《比利肯》飾演 月乃
  - 《燕尾蝶》飾演 春梅
- 2008年
  - 《黃金羅盤》（日本配音版）飾演 考爾特夫人

### 動畫
- 1993年
  - 《遠い海から来たCOO（日语：遠い海から来たCOO）》（東映發行）配音 キャシー野崎（日语：キャシー野崎）
- 2008年
  - 《崖上的波妞》（東寶發行）配音 理莎（宗介之母）

## 獎項
- 1994年第18回日本電影金像獎 優秀主演女優獎（《居酒屋的幽靈》）
- 1995年第5回日劇學院賞 最佳女配角（《奇蹟餐廳》）
- 1996年第9回日劇學院賞 最佳女主角（《長假》）

## 外部連結
- 山口智子官方網站 （页面存档备份，存于）